# Dmitri Chepel
Dmitri Sergueïevitch Chepel (en russe : Дмитрий Сергеевич Шепель), transcription francophone Dmitri Sergueïevitch Chepel) est un patineur de vitesse russe né le 8 août 1977 à Leningrad. Il a participé à trois éditions des Jeux olympiques d'hiver entre 1998 et 2006. Il est vice-champion du monde toutes épreuves en 2002 et champion d'Europe toutes épreuves en 2001.

## Palmarès en patinage de vitesse
- Jeux olympiques
  - Jeux olympiques d'hiver de 1998 : 32e au 1 000 m et 14e au 1 500 m.

- - Jeux olympiques d'hiver de 2002 : 11e au 1 500 m, 4e au 5 000 m et 6e au 10 000 m.

- - Jeux olympiques d'hiver de 2006 : 21e au 1 500 m et 5e à la poursuite par équipes.

- Championnats du monde toutes épreuves
  -  : Médaille d'argent en 2002 à Heerenveen.

- Championnats d'Europe toutes épreuves
  -  : Médaille d'or en 2001 à Baselga di Pinè.
  -  : Médaille de bronze en 1999 à Heerenveen.
  -  : Médaille de bronze en 2002 à Erfurt.